# 小縣裕介
小縣 裕介（おがた ゆうすけ、1971年9月29日 - ）は、朝日放送テレビ（ABCテレビ）のアナウンサー。

## 来歴
新潟県長岡市で出生した後に、実父の転勤に伴う兵庫県西宮市への移住を経て、神戸市北区で長らく生活していた（詳細後述）。このような事情から、神戸市北区を出身地に挙げている。
神戸市の北区で生活していた時期に、兵庫県立兵庫高等学校から関西学院大学経済学部へ進学。大学への在学中には、アルバイトとして、讀賣テレビ放送の神戸支局でカメラアシスタントを務めていた。
大学卒業後の1994年に、讀賣テレビと同じ在阪民放局の朝日放送（ABC：旧法人）へ入社した。実際には、アナウンサー試験の前にABC主催のアナウンス講習会へ参加したところ、講師陣（当時現役のスポーツアナウンサーだった太田元治など）から総合職向け採用試験の受験を勧められた。後に総合職で採用されることが内定したため、総合職向け試験の後に組まれていたアナウンサー試験も受けたものの、最終面接にまで残りながらアナウンサーとしての採用をいったん見送られた。この時のアナウンサー試験では男性2名の採用が内定。小縣も他の放送局（詳細不明）からアナウンサーとしての採用内定を伝えられていたが、清水次郎と共にABCへの入社が内定していた大学生が、後に内定を辞退した。ABCでは、以上の事態を受けて、正式入社後に営業部への配属を予定していた小縣をアナウンサーとして採用することを検討。最終面接の試験官で、面接時のフリートークの面白さを評価していた道上洋三や安部憲幸（いずれも当時はアナウンス部の管理職）が小縣の採用を強く推薦したこともあって、結局は清水と揃ってアナウンサーとしての入社を認められた。
ABCへの入社後は、中原秀一郎や西野義和（いずれも当時はアナウンサーとして在籍）の下で新人研修を受けた後に、清水と共にスポーツ中継の実況を任されてきた。スポーツ中継では、主に野球・サッカー・ゴルフを担当。その一方で、音楽番組やスポーツ情報番組を中心に、ラジオパーソナリティを長年務めてきた。
ラジオ番組では、『ABCミュージックパラダイス』（『ミューパラ』の愛称で知られる深夜の音楽番組）で、1995年の1月から13年以上にわたってパーソナリティを担当。同番組でのリスナー投票をきっかけに、ニックネームの「ガッチ」が放送で定着した。『ミューパラ』は降板後の2009年6月でレギュラー放送をいったん終了したものの、小縣は2021年10月改編での「再起動」（放送再開）に際しても、諸般の事情から同月13日（水曜日）に1日限定でパーソナリティを務めた。また、『F.C.オフサイドトーク』（サッカー情報番組）、『ガッチ The Music』（音楽番組）などのパーソナリティも歴任。日曜日午後のワイド番組『SUPER SUNDAY ガッチとジロー』では、「ジロー」こと清水とのコンビで生放送を進行していた。同番組の終了後も、清水が高校教諭への転身を視野に2016年6月にABCを退社するまで、スポーツアナウンサーとして野球中継やスポーツ関連番組で清水とたびたび共演している。
サッカーの取材歴も豊富で、1997年にはABCラジオのリポーターとして、「ジョホールバルの歓喜」と呼ばれた1998 FIFAワールドカップのアジア第3代表決定戦（日本対イラン戦）を取材。FIFAワールドカップでも、フランス（1998年）・ドイツ（2006年）の両大会にABCから取材リポーターとして派遣された。さらに、2022年のカタール大会では、ABEMAが東京からのオフチューブ方式で中継動画を配信する試合の一部（グループリーグの4試合）で実況を担当（詳細後述）。大会全試合の中継動画における日本国内向けのインターネット配信権を保有しているABEMAに対して、大株主の1つであるテレビ朝日と系列局から一部のアナウンサーを配信限定の実況要員として派遣することに伴う措置で、ABCテレビからは同僚の高野純一も実況陣に名を連ねている。
2009年9月14日から2011年9月30日までは、ABCテレビ夕方のニュース番組『NEWSゆう+』に、2代目のメインキャスターとして出演していた。同番組のキャスター就任を機に野球中継の実況からいったん離れたものの、スポーツアナウンサーとしての活動は継続。2009年12月28日までは、毎週月曜日の同番組本番終了後に、生放送の『F.C.オフサイドトーク』にも出演していた。2010年にも、2010 FIFAワールドカップ期間中に『F.C.オフサイドトーク』の特別番組でパーソナリティ、『マイナビABC チャンピオンシップゴルフトーナメント』のテレビ中継（土・日曜日放送分）で実況をそれぞれ担当。同年9月から2011年3月までの『NEWSゆう+』では、同番組を放送しない週末に自らスポーツ選手へ取材した模様を、月曜日のコーナー「月曜ガッチスポーツ」で自ら報告していた。
その一方で、2011年度のナイターオフ期間には、ABCラジオで『おっちゃんラジオ』火曜日「小縣裕介のガッチ・ザ・グレイト」のパーソナリティを担当。2012年からは、清水と共にデスク業務へ就くかたわら、スポーツアナウンサーとしての活動を本格的に再開している。2015年1月9日には、椎間板ヘルニアで療養中の武田に代わって、『武田和歌子のぴたっと。』の全編でパーソナリティを務めた。
2015年度には、新人アナウンサーの研修を初めて担当（対象者は福井治人）。2017年2月1日付で、ゼネラルアナウンサーに昇格した。これを機に、スポーツ担当のゼネラルアナウンサーのうち、同年の誕生日で定年（60歳）に達する楠淳生が嘱託アナウンサーに移行した（楠は2018年3月31日付の退職を経てフリーアナウンサーへ転身）。
2020年度には、スポーツアナウンサーのデスク（勤務管理）業務を担当。2021年6月の定期人事異動で、ゼネラルアナウンサーより上位の役職であるアナウンス部長待遇へ昇進した。昇進後は、朝日放送テレビが新卒で採用したアナウンサーの研修や、テレビ朝日系列の他局で野球（主に全国高等学校野球選手権地方大会のローカル向け）中継に携わる（予定）のアナウンサー向け合同研修（選抜高等学校野球大会の期間中に朝日放送テレビで実施）で講師も務めている。
その一方で、ABCラジオでは2021年11月19日から、金曜日に『おはようパーソナリティ道上洋三です』のパーソナリティ代理を務めている。道上が2021年9月に脳梗塞を発症してから入院加療とリハビリに専念することに伴う措置だが、道上に復帰の目途が立っていないことから、同局では関係者による協議の末に『 - 道上洋三です』を2022年3月25日（金曜日）で終了させることを決定。翌週（3月28日）から後継番組として『おはようパーソナリティ小縣裕介です』が月 - 木曜日・『おはようパーソナリティ古川昌希です』が金曜日に編成されることに伴って、後輩アナウンサーの古川と共に「おはようパーソナリティ」の座を道上から正式に引き継いだ。その一方で、「（パーソナリティとの）二刀流」と称して、同番組が放送されない金 - 日曜日から（週5日の勤務を基調に朝日放送テレビが設けている社内規定に沿って）1日をスポーツ中継の実況・リポートに充てている。
私生活では、2003年10月に武田和歌子（7歳年下の同僚アナウンサー）と結婚。結婚してからも、『武田和歌子のぴたっと。』シリーズ（ABCラジオ）などの番組で「夫婦共演」を何度も果たしている。

## 人物・家族
朝日放送では小縣が入社した旧法人時代に第2代の本社屋をABCセンター（大阪市北区大淀南）内へ構えていたが、朝日放送グループホールディングスの認定放送持株会社化によるテレビ・ラジオ放送事業の分社化（2018年4月1日）を経て、同年5月19日からグループの本社機能をほたるまち（大阪市福島区）へ移している（ABCセンターは後に解体）。小縣によれば、祖母は1966年にABCセンターが建設されるまで、同センターの敷地に当たる地域で暮らしていたという。
実父は生命保険会社へ長らく勤務していて、日本国内で転勤を繰り返していた。新潟県長岡市へ赴任していた時期に、現地の病院で小縣が出生。小縣は家族と共に3歳まで長岡市内で暮らした後に、兵庫県西宮市内の社宅を経て、小学校時代から神戸市北区内の実家で生活を始めた。自身が手掛けた新人研修を経てスポーツアナウンサーとして活動している福井治人や、2024年9月30日までアナウンサーとして朝日放送テレビに在籍していた大野雄一郎（2020年入社）も神戸市北区（小縣の実家近くの地域）の出身で、小縣に続いて兵庫高校を卒業している。
朝日放送へ入社した1994年度には、ABCセンターへの通勤などとの兼ね合いで、神戸市中央区の三宮付近に単身で生活。1995年1月17日は自身の公休日に当たっていたため、前日（16日）から北区内の実家に帰省していた。ところが、当日の早朝（5:46）に実家で阪神・淡路大震災へ遭遇。自身と共に実家で就寝していた両親・親族も全員無事で、自宅から固定電話でABCセンターへ連絡できる状況にもあったため、当時所有していた自身名義の乗用車で自宅からABCセンターへ向かった。もっとも、発災の影響による交通渋滞で大阪（ABCセンター）への到着が難しいことが神戸市内での運転中に判明したため、三宮に所在するABCの神戸支局へ急遽直行。入社1年目のアナウンサーでありながら、その日の午後から三日三晩にわたって、神戸支局を拠点に震災関連の取材や中継リポートを担当した。ちなみに、阪神・淡路大震災の検証に携わった溝上恵（地震学者）は小縣に似た経歴の持ち主で、新潟県長岡市での出生を経て兵庫県神戸市内の県立高校（兵庫県立長田高等学校）を卒業している。
道上との縁は深く、2013年に他界した実父は、道上と同じく1943年に出生したという。また、前述したように、朝日放送への入社試験ではアナウンサーとして採用することを強く推薦。小縣は、入社から29年後に「おはようパーソナリティ」の座を古川と共に道上から引き継いだ。『おはようパーソナリティ小縣裕介です』のスタートに際しては、「我が家ではラジオから（平日に）毎朝『おはようパーソナリティ道上洋三です』が流れていて、その番組では元気なおっちゃん（阪神タイガースのファンであることを公言している道上）が（阪神が放送前日の試合に勝っていれば球団歌の）『六甲おろし』を歌っていた。その人（道上）が（朝日放送のアナウンサー試験で）周囲が反対する中（自分の採用を）強く推薦してくれたおかげで、（自分は）アナウンサーとしての第一声をその番組（『おはようパーソナリティ道上洋三です』）で果たせた」とのコメントを寄せている。
後輩アナウンサーの武田と結婚したきっかけは、（武田が入社した2001年時点のABCで2名のアナウンサーが分担していた）宿直勤務中の意気投合で、同姓（男性）であっても親友になれそうな武田の性格に惹かれたという。実際には「武田が野球中継でリポートや実況を担当していた時期から交際が自然に始まった」とのことで、2003年の結婚直後に阪神タイガースがセントラル・リーグで18年振りに優勝したことから、優勝の祝勝会では自身がラジオ・武田がテレビで中継リポートを分担していた。ちなみに、小縣の両親も社内結婚で、実母は実父より8歳年下とのことである。

### 特技・資格
10歳（小学校4年時）からサッカーを始めていて、中学校・兵庫高校への在学中には校内のサッカー部で活動。練習の一環で取り組んでいたリフティングを最高で4,500回まで続けたことがあるほか、関西学院大学への入学直後にも、体育会のサッカー部へ籍を置いていた。
朝日放送への入社後は、神戸市内の社会人サッカーリーグに参加しているチーム（兵庫高校サッカー部のOBで組織）で、現在に至るまで休日にプレーを続けている。『おはようパーソナリティ道上洋三です』では、パーソナリティ代理を務める前にも、サッカーの話題を扱う際に「朝日放送で最もサッカーに詳しい"ガッチ"」として電話で出演することがあった。前述したように、『おはようパーソナリティ小縣裕介です』を始めた2022年には、ABEMAから配信されるFIFAワールドカップの試合動画の一部で実況を担当。テレビ朝日の系列局から派遣された実況アナウンサーとしては最年長（当時51歳）だが、開催地（カタール）には派遣されず、同番組を放送しない（日本時間で）週末の試合を中心に東京のスタジオで実況に携わっていた。
その一方で、サッカー審判・スキューバダイビング・アスリートフードマイスターのライセンス、書道2段、英検2級の資格といった保有。本人によれば、スキューバダイビングを始めたのは関西学院大学への在学中からで、「部活動だけで学生生活を全うするのはもったいない」という理由でサッカー部を辞めたことがきっかけだったという。

### 趣味・嗜好
カレーやトマト が大好物。武田と結婚するまでは、「夜のクラブ活動」に励んでいることを『TVスター名鑑』（東京ニュース通信社）などのアナウンサープロフィールで明記していた。結婚後も、ラジオの音楽・トーク番組でパーソナリティを任される際には、「三ノ宮の虎」と称して「夜のクラブ活動」でのエピソードを披露している。
ランニングが趣味であることも公言しているが、本人曰く「何事に対しても『折り返し』という意識を持ちたくない」とのことで、「自宅から5km以上の距離を走る時は（あらかじめ目的地を決めない）『行きっ放し』で、（スマートフォンに内蔵のアプリから）radikoを通じてラジオ番組を聴きながら行けるところまで行った後に、あえて電車で帰宅するようにしている」という。
『おはようパーソナリティ小縣裕介です』の担当を始めてからは、「エクストリームウォーク」（朝日新聞大阪本社が関西地方で定期的に開催している歩行距離50km以上のウォーキング大会）にも参加。柴田博（先輩アナウンサー）や朝日放送ラジオの番組リスナーが参加する独自イベントの開催に発展している。

## 出演番組
- 全国高校野球選手権大会中継
  - 1995年のラジオ中継を皮切りに、ラジオ・テレビ中継で、実況や選手・監督インタビューを任されている。『NEWSゆう+』メインキャスター時代の2010・2011年は担当せず、2012年の第94回大会中継から復帰した。『おはようパーソナリティ小縣裕介です』の開始後も、大会の期間中には同番組を休演したうえで、中継の実況やインタビュアーに専念[7]。
  - 新型コロナウイルスへの感染拡大の影響で第92回選抜高等学校野球大会・第102回全国高等学校野球選手権大会が中止された2020年も、2020年甲子園高校野球交流試合（第92回選抜大会への出場が内定していた全32校による8月中旬の招待試合）を朝日放送グループとBS朝日で中継することに伴って、一部カードの中継で実況を担当。

### 現在

#### テレビ
- ABC NEWS（不定期、スポーツアナウンサー時代にはプロ野球シーズン中でも担当）
- 野球中継
  - スーパーベースボール（実況・ベンチリポーター・ヒーローインタビュアー）
    - 『NEWSゆう+』のメインキャスターへ起用されたことを機に、2009年9月上旬でいったん降板した後に、2012年度から復帰。『おはようパーソナリティ小縣裕介です』の放送を開始した2022年以降も、土・日曜日の阪神デーゲーム中継に限って担当を続けている。
- ゴルフ
  - マイナビABC チャンピオンシップゴルフトーナメント（実況）
    - 前身の「ABCチャンピオンシップゴルフトーナメント」時代から出演。2006年から2010年までは、決勝ラウンドの中継でメイン実況を担当していた。
- Jリーグ中継（関西勢。スカパー!用のガンバ大阪主催試合中継も担当）
  - 『スーパーベースボール』と同じく、2009年9月上旬でいったん降板。2012年度から復帰。
- Jフットニスタ（関西地方からJ1リーグやWEリーグに加盟しているプロサッカークラブ関連の情報番組）
  - 2020年シーズン以降のMCであるアキナ (お笑いコンビ) のメンバーから山名文和が2022年シーズン限りで降板したことに伴って、2023年シーズンから同僚の高野・小西陸斗と交互に週替わりで出演。出演週には、アキナで唯一続投した秋山賢太（妻は後輩アナウンサーの塚本麻里衣）のアシスタント務めている。

#### ラジオ
- ABCフレッシュアップベースボール実況・ベンチリポーター・ヒーローインタビュアー
  - 『スーパーベースボール』と同じく、2009年9月上旬でいったん降板。2012年度から復帰。
  - 復帰後は阪神タイガース戦が中心のため、オリックス・バファローズ戦は、セ・パ交流戦における関西ダービーの対阪神戦と対広島東洋カープ戦が週末開催となった時の中国放送（RCC）への裏送り以外は担当機会が少ない。その一方で、『おはようパーソナリティ小縣裕介です』の放送を開始した2022年以降も、金 - 日曜日の中継および祝日の阪神主催デーゲーム中継に限って担当を続けている。
- ラジオで虎バン!
  - 他のスポーツアナウンサーと交互に、「タイガースヘッドライン」（阪神タイガース関連のニュース・取材報告コーナー）を随時担当。
- ABCニュース（不定期）
  - 『NEWSゆう+』の終了直後には、土曜日の午前中に「ニュースデスク」の肩書で出演していた。ニュースデスク制度の廃止後は、他のスポーツアナウンサーと比べて担当機会が非常に少ない。
- おはようパーソナリティ小縣裕介です（2022年3月28日 - ）
  - パーソナリティへの就任に際しては、全国高等学校野球選手権大会の期間中（8月上 - 中旬）や大会終了後の夏季休暇中に加えて、それ以外の期間で放送日（月 - 木曜日）が祝日と重なる場合にも（朝日放送グループの内規に沿って）休演することをあらかじめ表明している[7]。
  - 前身番組の『おはようパーソナリティ道上洋三です』にも、「スポーツの話題」を扱う場合に随時出演していたほか、一時はシフト勤務の一環で番組内の定時ニュース（『朝日新聞ニュース』→『ABC　朝日ニュース』→『ABCニュース』）を担当していた。道上が脳梗塞を発症したことを受けて、2021年11月19日放送分から、金曜日のパーソナリティ代理を担当。道上に復帰の目途が立たないまま2022年3月25日（金曜日）で45年間にわたる歴史に幕を閉じることが決まったため、「番組45周年記念テーマソング」として道上の脳梗塞発症前（2021年1月）から制作が進められていた『虹へ』の歌唱レコーディング（2022年3月8日）にも、「おはようパーソナリティ」の後継者として古川と揃って参加。最終回では道上の出演が叶わなかったため、「毛筆でしたためた」という道上への「送辞」をエンディングパートで朗読した後に、道上へのエールを交えながら『六甲おろし』を独唱することによって45年間の放送を締めくくった[10]。
    - 『おはようパーソナリティ』シリーズでは、日本プロ野球（NPB）のシーズン中で阪神タイガースが前日に組まれていた試合で勝利した場合に、「スポーツの話題」（7時台後半のスポーツコーナー）でパーソナリティとアシスタントが（代演者を含めて）球団歌の『六甲おろし』を放送中に熱唱することが恒例になっている。この場合には『ABCフレッシュアップベースボール』での実況が収録された音源（または報道素材として収録された音源）からハイライトシーンを放送するため、『おはようパーソナリティ小縣裕介です』では、（金 - 日曜日に）『フレッシュアップベースボール』向けの中継で阪神の勝利を実況した後に（翌週月曜日の）「スポーツの話題」で自身の実況音源を流しながら『六甲おろし』を熱唱している。
    - 妻の武田和歌子は、派生番組の『道上洋三の健康道場』（事前収録番組）に2021年4月から2023年4月まで出演。本来の担当はアシスタントだったが、2021年10月から2022年3月までの放送分では、脳梗塞を発症した道上に代わって単独で進行していた。『おはようパーソナリティ道上洋三です』でも、同様の事情から、小縣の前に金曜日限定でパーソナリティ代理を経験している。

### 過去

#### テレビ
- おはよう朝日土曜日です - スポーツコーナー担当
- ワイドABCDE〜す - 「大淀芸能倶楽部」コーナー担当
- ミューパラ特区 （2007年4月 - 2008年3月）初代司会
- ヒットメーカー（2004年）
- JSBAボーダーズチェイン（スカイA sports+）
- NEWSゆう+（2009年9月14日 - 2011年9月30日）メインキャスター
- がんばれ!元気ッズ（2010年7月 - 2011年3月）妻・武田和歌子の産休中に、武田の代理でナレーションを担当。
- インテル・ミラノ チャンネル（スカイA sports+）
  - 『NEWSゆう+』への出演前と、同番組の終了後にメイン司会を担当。同番組のメインキャスター時代には、後輩アナウンサーの高野純一が司会を引き継いでいた。
- FOX SPORTS ジャパン 「BASEBALL CENTER」（2013・2014年）
  - オリックス・バファローズ戦の球団制作中継限定で、実況・ベンチリポーターを担当。
- J SPORTS STADIUM（2012年以前および2015年）およびパ・リーグTV（インターネット中継）オリックス・バファローズ戦の球団制作中継で、同僚および関西テレビ・テレビ大阪アナウンサーやフリーアナウンサーと交互に実況・リポーターを担当。
- 日本女子プロゴルフ選手権大会（テレビ中継の実況）
  - スポーツアナウンサーの先輩である伊藤史隆が『キャスト』（『NEWSゆう+』の後継番組）の初代メインキャスターに起用されたことに伴って、伊藤の後任扱いで2012年度から（伊藤のスポーツ担当復帰後の）2021年度まで出演。『おはようパーソナリティ小縣裕介です』の放送を開始した2022年度からは、高野が実況の担当を引き継いでいる。

#### ラジオ
- F.C.オフサイドトーク（番組開始 - 2009年12月28日）司会・進行を担当
- サッカー関連番組（実況中継など）のスタジオ担当
- ABCミュージックパラダイス（1995年1月12日 - 2008年3月24日）パーソナリティ
- ガッチ The Music 土曜朝のカウントダウン - メインパーソナリティ
- SUPER SUNDAY ガッチとジロー（1999年4月 - 2001年3月）パーソナリティ
- 突撃!ガッチ DA J
- HOP CLUBの放課後ダイヤリー（2001年4月6日 - 2004年9月25日）
- 近鉄バファローズアワー
- 元気イチバン!!ぶっちぎりプレイボール（2008年度）リポーター、火曜日担当
- チャレンジャースピリッツ スポーツ応援プロジェクト（2004年度のナイターオフ番組、日曜18:00 - 19:00）
- MY LUCK MY WAY（2005年度のナイターシーズン番組、月1回程度不定期で放送）
- ABCラジオ創立60周年記念『みんなでGO!GO!60周年』（2010年11月13日）
- おっちゃんラジオ火曜日「小縣裕介のガッチ・ザ・グレイト」（2011年度のナイターオフ番組）
- 民放ラジオ統一キャンペーン　地震への備え（2011年11月7日 - 11日、17:25 - 17:30）
  - 妻の武田がパーソナリティを務めるナイターオフ番組『スポーツにぴたっと。』の放送枠の一部を期間限定で分割。同番組の直前に放送した。
- オフでもトコトン虎バン主義パーソナリティ（2012年度のナイターオフ番組、『日曜スペシャル』枠で不定期放送）
- 小縣裕介のちょびっと（2016年1月25日 - 27日）
  - 2日目放送直前の『武田和歌子のぴたっと。』第1部エンディングでは、リスナーから1日目の感想が寄せられ、武田や井之上チャルはその話題で盛り上がっていた。
- 武田和歌子のぴたっと。
  - ナイターオフ期間に放送の『スポーツにぴたっと。』（2010 - 2012年度）→　第2部（2013 - 2015年度）を中心に、スポーツアナウンサーとして不定期で妻の武田と共演。『武田和歌子の野球にぴたっと。』（『ABCフレッシュアップベースボール』の前座番組）にも、実況・ベンチリポーター担当日を中心に出演していた。
- ガチ虎!（2016 - 2020年度のナイターイン番組）
- 堀江政生のほり×ナビ（2016年度のナイターオフ番組）
  - 『武田和歌子のぴたっと。』第2部時代の企画を引き継いだ第1部（18時台）に不定期で出演。
- 伊藤史隆のラジオノオト（2017年度以降のナイターオフ番組） 
  - 「虎バンアナウンサー」として、他のスポーツアナウンサーと交互に、2019年度まで18時台の「スポーツヘッドライン」を担当[11]。
- 桑原征平粋も甘いも「粋甘流☆美女と野獣NEO」（2017年9月。同月のお題「クワ尾芭蕉の一句」にて、前フリである「名月や」の声を担当[12]）
- 田淵麻里奈の夜あそびはココから（2020年4月30日・5月7日・5月14日）
  - パーソナリティの田淵麻里奈が体調不良で休演したことに伴って、「三ノ宮の虎」と称してパーソナリティ代理を担当。いずれも、『ラジオで虎バン!』に続いて出演した。
- 小縣裕介のナイスじゃナイト!
  - 『小早川秀樹のナイスじゃナイト!』として放送されていた時期（2021年4月24日・11月6日放送分）に、当時パーソナリティを務めていた小早川秀樹の代理として出演した。朝日放送ラジオが2021年度のナイターオフ編成を2021年11月第2週から本格的に適用することを機に、パーソナリティを小早川から正式に引き継いだうえで、『小縣裕介のナイスじゃナイト!』として同月13日から2022年3月26日まで放送。
- 真夜中のカルチャーBOY（2023年4月8日）
  - 『おはようパーソナリティ小縣裕介です』の放送開始から1周年の節目に、パーソナリティを務める鈴木淳史（関西地方を拠点に活動している編集者・音楽ライター）からのロングインタビューでゲスト出演。

### インターネット
- 2022 FIFAワールドカップ（ABEMA配信分のグループリーグ中継の一部で実況） - 詳細後述

## 主な実況実績
- 2001年の大阪近鉄対西武28回戦の実況（タフィー・ローズの55号、中村紀洋の逆転サヨナラホームラン）をsky・Aで担当した。
- 2001年の日本シリーズでは、大阪近鉄対ヤクルト戦（大阪ドームの第1戦）の実況を担当した。
- 2006年4月9日のプロ野球・阪神対横浜ベイスターズ戦（大阪ドーム）で金本知憲が世界記録（904試合連続フルイニング出場）を達成した際には、試合終了後に開かれた同記録の達成記念セレモニーで司会を務めた（ABCテレビで一部中継）。
- 2008年11月2日にテレビ朝日系列で放送された『マイナビABC チャンピオンシップゴルフトーナメント』最終日の中継（朝日放送制作）では、石川遼のプロ転向後初優勝の瞬間を全国に伝えた。
- 2009年8月24日には、第91回全国高等学校野球選手権大会決勝戦（中京大中京対日本文理）のテレビ中継で、決勝戦のテレビ実況を初めて担当。9回表に日本文理打線が6点ビハインド（10対4）の局面から中京大中京のエース・堂林翔太投手（卒業後に広島で内野手に転向）などへの猛攻によって2死ながら2点差（10対8）にまで追い上げたシーンで、「日本文理の夏はまだ終わらない」と絶叫した。結局は10対9のスコアで中京大中京が逃げ切って優勝したものの、このシーンが収録された映像は、高校野球の歴史を振り返る（朝日放送→朝日放送テレビ制作分を含む）テレビ朝日系列の番組（テレビ朝日が制作する『アメトーーク!』の「高校野球大好き芸人」シリーズなど）で頻繁に使用されている。
- 2012年8月9日には、第94回全国高等学校野球選手権大会1回戦（桐光学園対今治西）のテレビ中継で、桐光学園の松井裕樹投手（当時2年生で卒業後は東北楽天に在籍）による1試合22奪三振（9イニングで終了した試合における奪三振数の高校野球全国大会新記録）を達成したシーンを伝えた。
- 2015年8月15日には、第97回全国高等学校野球選手権大会3回戦（早稲田実業対東海大甲府）のテレビ中継で、早稲田実業1年生（当時）の清宮幸太郎（卒業後は日本ハムに在籍）による阪神甲子園球場での初本塁打を実況。この実況で、第14回ANNアナウンサー賞の特別賞を受けた[13]。
- 2017年の第99回全国高等学校野球選手権大会では、広陵3年生の中村奨成捕手（卒業後は広島に在籍）が1試合2本塁打を記録した試合（2回戦の対秀岳館戦および準決勝の天理戦）で、いずれもテレビ中継の実況を担当。8月22日の準決勝テレビ中継では、中村が5回表の第3打席でこの試合2本目の本塁打を放った際に、1大会個人通算6本塁打の大会新記録達成も伝えた。さらに、中村が1大会個人通算19安打の大会タイ記録を達成した花咲徳栄との決勝戦（8月23日）では、ラジオ中継の実況を担当している。
- ABEMAから配信された2022 FIFAワールドカップの中継動画では、グループリーグで以下の4試合の実況を任されていた（日付はいずれも日本時間）。
  - 11月24日（金曜日）：グループH・ウルグアイ対韓国戦（解説：名波浩）
  - 11月25日（土曜日）：グループB・ウェールズ対イラン戦（解説：城彰二）
  - 11月26日（日曜日）：グループD・フランス対デンマーク戦（特別解説：岡田武史）
  - 12月2日（金曜日）：グループH・ガーナ対ウルグアイ戦（解説：中西哲生）